# Вторият пол
„Вторият пол“ (на френски: Le Deuxième Sexe) е есе на френската екзистенциалистка Симон дьо Бовоар, издадено в два тома през 1949 година.
Съдържащо подробен исторически преглед на положението на жената в обществото, „Вторият пол“ става една от най-популярните книги на Дьо Бовоар и поставя началото на втората вълна на феминизма.